# Chroniques de l'année prochaine
Pour plus de détails, voir Fiche technique et Distribution.
Chroniques de l'année prochaine (Wakai'i al'am al moukbil) est un film syrien de Samir Zikra, sorti en 1986.

## Synopsis
Un jeune homme étudie la composition de la musique classique, dans l'espoir de monter un orchestre, afin d'adapter sa propre culture. 

## Fiche technique
- Titre original : Wakai'i al'am al moukbil
- Titre français : Chroniques de l'année prochaine
- Réalisation : Samir Zikra
- Pays d'origine :  Syrie
- Durée : 2h00 minutes
- Date de sortie : 1986

## Distribution
- Najah Safkouni
- Nayla El-Atrache
- Hala el-Faysal
- Abidou Bacha
- Ahmad Harhash